# 顾铁符
顾铁符（1908年—1990年），男，江苏无锡人，中国考古学家，故宫博物院研究员，曾任中国考古学会常务理事。

## 家族
先祖顾栋高。